# نفعی
نفعی (ترکی استانبولی: Nef'i)، (یکم ژانویهٔ۱۵۷۲ میلادی– ۲۷ ژانویه ۱۶۳۵) در قلعه ی ارزروم متولد شده؛ شاعر و طنزسرای اهل امپراتوری عثمانی بود. نام اصلی او عمر و تخلصش در شعر، نَفعی بود.
نفی به شدت تحت تأثیر شعر کلاسیک فارسی قرار داشت و به شاعرانی چون عطار،مولوی،حافظ، انوری و عرفی شیرازی ارادت فرواوان داشته و به علت ارادت فرواوان به عرفی شیرازی خود را گاهی "عرفی دوم" نامیده؛ وی همچنین شکلی از قصیده ترکی را پرورش داد. علاوه بر ستایشچامههایی که، به ویژه در مورد سلطان مراد چهارم، می‌نوشت، نفعی در مورد بی‌کفایتی مقامهای دولتی زمان خود نیز اشعار طعنه‌آمیز و گزنده‌ای دارد.سرانجام به خاطر شعری که در آن به سلطان مراد چهارم لقب سگ داده بود به دست سلطان مراد چهارم اعدام شد.